# NGC 1315
NGC 1315 ist eine linsenförmige Galaxie vom Hubble-Typ SB0-a im Sternbild Eridanus am Südsternhimmel. Sie ist schätzungsweise 68 Millionen Lichtjahre von der Milchstraße entfernt.
Das Objekt wurde am 13. November 1835 von John Herschel entdeckt und später von Johan Ludvig Emil Dreyer im New General Catalogue verzeichnet.